# Willem Hunsche
Johannes Wilhelmus (Willem) Hunsche (Amsterdam, 3 juli 1880 - Amsterdam, 9 december 1934) was een Nederlands acteur en komiek.
Willem Hunsche kwam via de koopvaardij, de grenadier en de boekhandel uiteindelijk aan het toneel. Hij debuteerde in het seizoen 1903/1904 bij de Koninklijke Vereniging Het Nederlandsch Tooneel onder Willem Royaards.
Hij speelde vooral komische rollen. Tot zijn bekendste rollen behoren die van Oom Mockie in De kribbebijter en die van Alfred Doolittle in Pygmalion. Ook speelde hij jaarlijks in de traditionele nieuwjaarsklucht De bruiloft van Kloris en Roosje de rol van Thomasvaer, een rol die daarvoor jarenlang was gespeeld door de in 1918 overleden acteur Cor Schulze.
Vanaf 1912 was Hunsche ook regelmatig in zogenaamde stomme films te zien. Zijn enige 'sprekende' rol (die van Simon) speelde hij in het jaar van zijn dood in de film Op hoop van zegen van Alex Benno.
Willem Hunsche werd op donderdag 13 december 1934 begraven op Begraafplaats Zorgvlied in Amsterdam.